# Scaeva pyrastri
Scaeva pyrastri là một loài ruồi trong họ Ruồi giả ong (Syrphidae). Loài này được Linnaeus mô tả khoa học đầu tiên năm 1758. Scaeva pyrastri phân bố ở vùng Cổ Bắc giới

## Hình ảnh

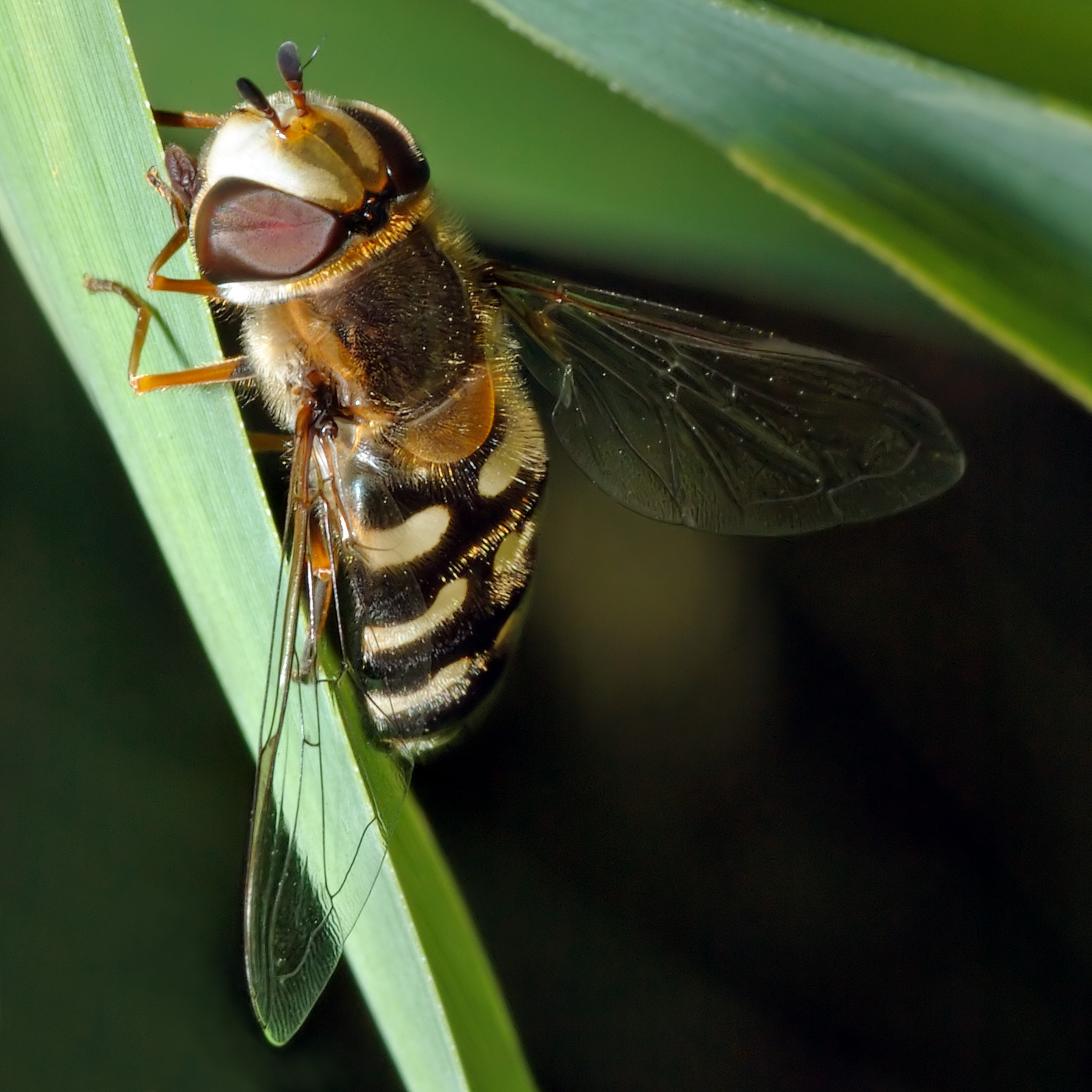
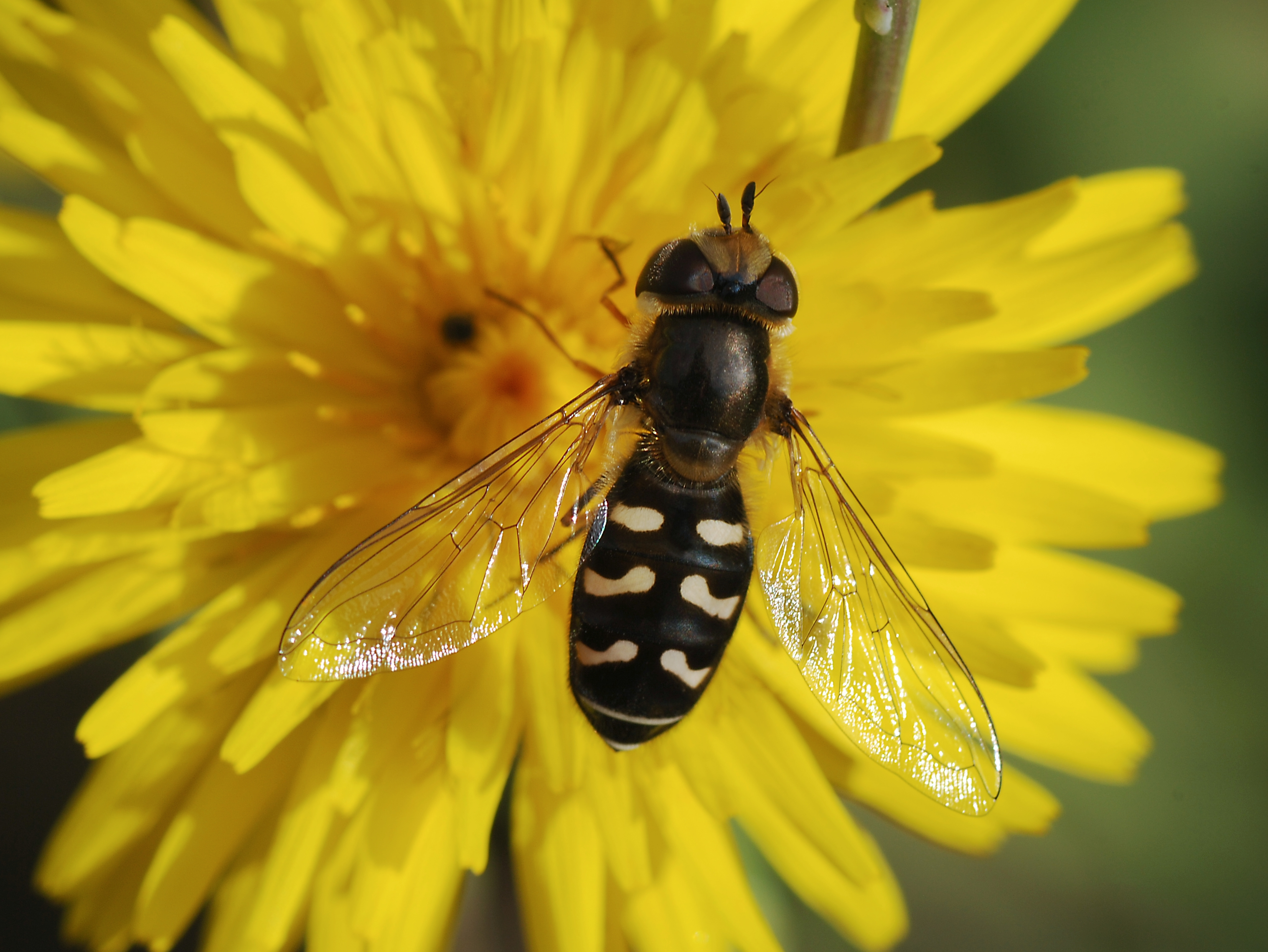
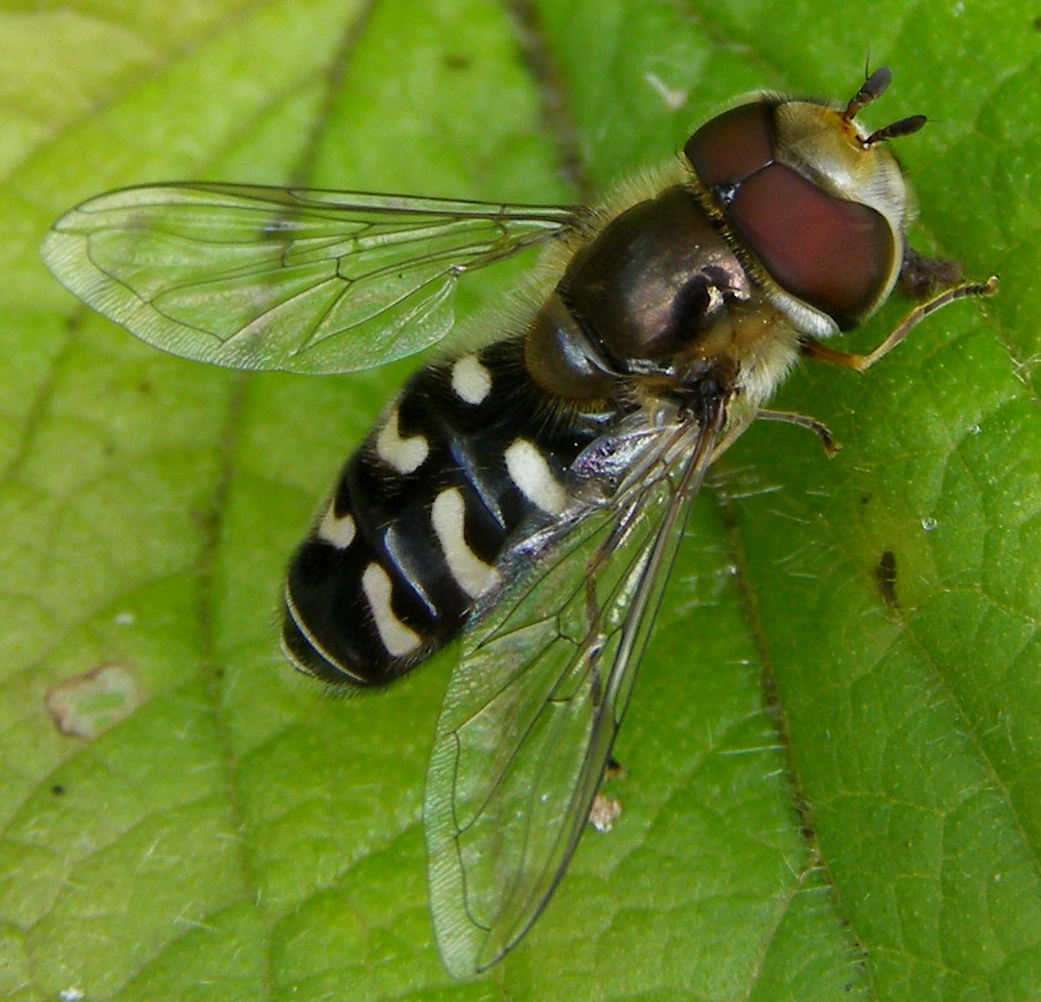
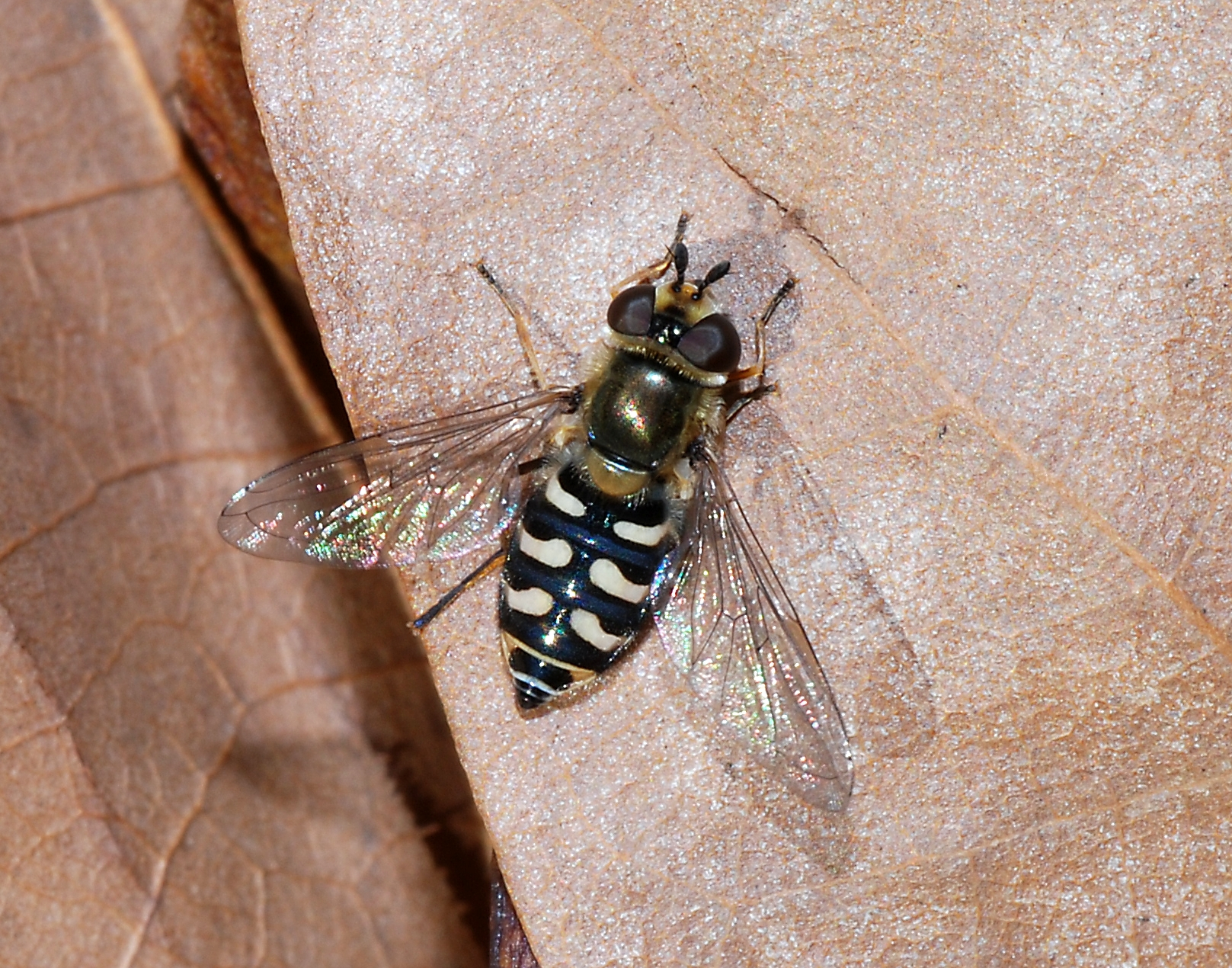
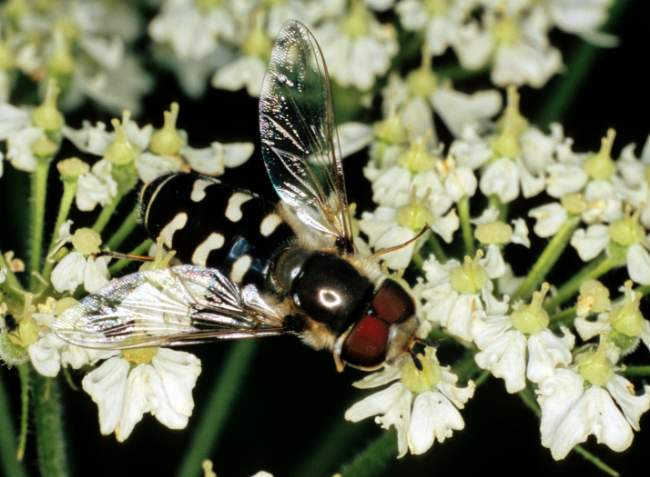
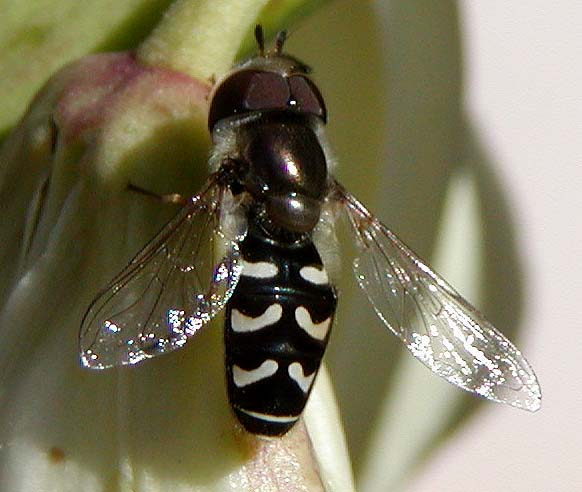
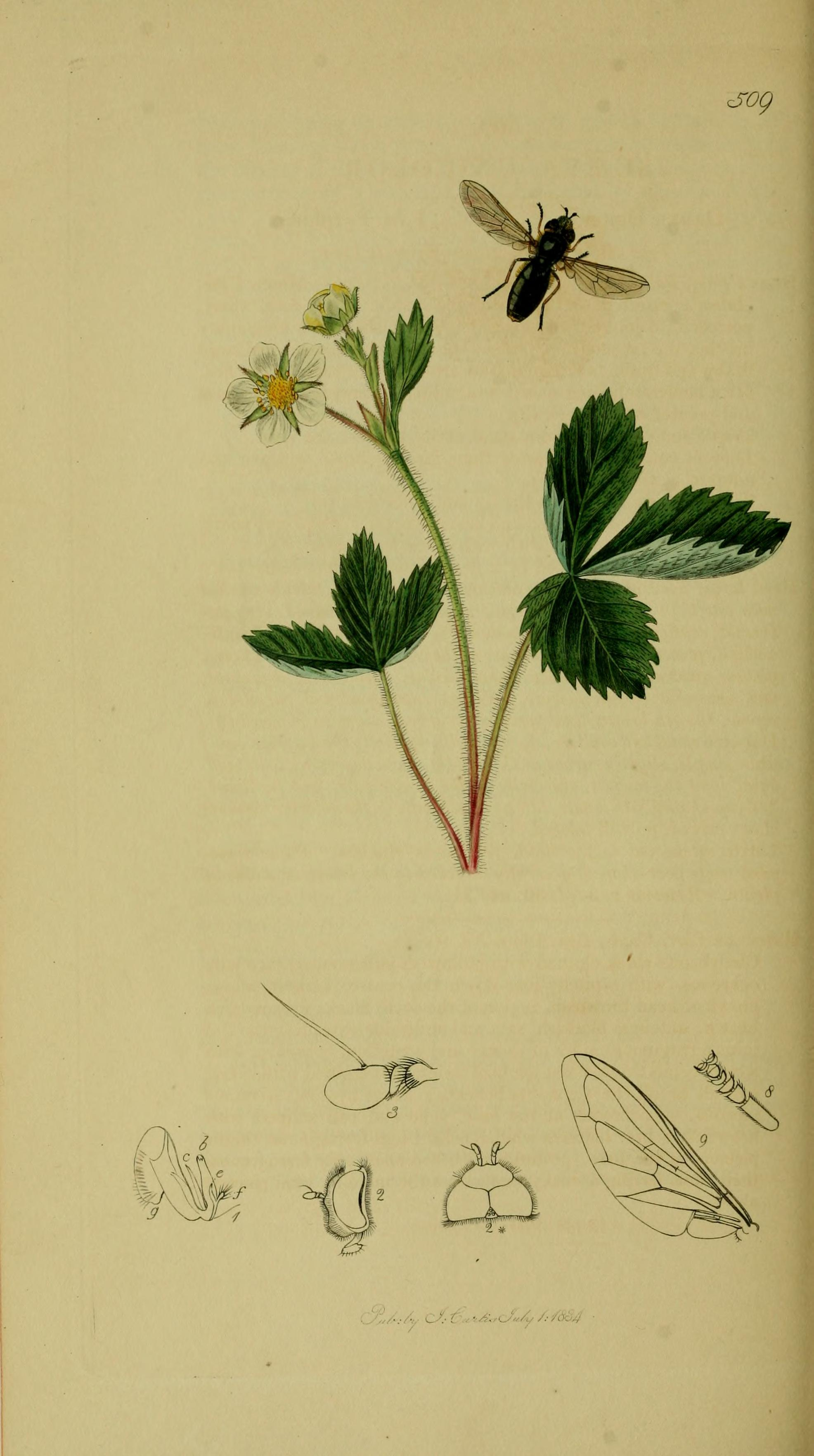